# 159-й гвардейский истребительный авиационный полк (СССР)
159-й гвардейский истребительный авиационный Новороссийский Краснознамённый, ордена Суворова полк (159 гв. иап) — воинская часть Военно-воздушных сил Рабоче-крестьянской Красной армии, принимавшая участие в боевых действиях Великой Отечественной войны.

## Наименования полка
- 88-й истребительный авиационный Новороссийский полк;
- 159-й гвардейский истребительный авиационный Новороссийский полк;
- 159-й гвардейский истребительный авиационный Новороссийский Краснознамённый полк;
- 159-й гвардейский истребительный авиационный Новороссийский Краснознамённый ордена Суворова полк;
- 6961-я гвардейская авиационная Новороссийская Краснознамённая ордена Суворова база;
- 159-й истребительный авиационный полк
- 159-й гвардейский истребительный авиационный полк
- Авиационная группа 7000-й авиационной базы;
- Войсковая часть (Полевая почта) 40431 (до 01.09.2009 г.);
- Войсковая часть 52906 (с 01.09.2009 г.).
- В/Ч 45121

## Создание полка

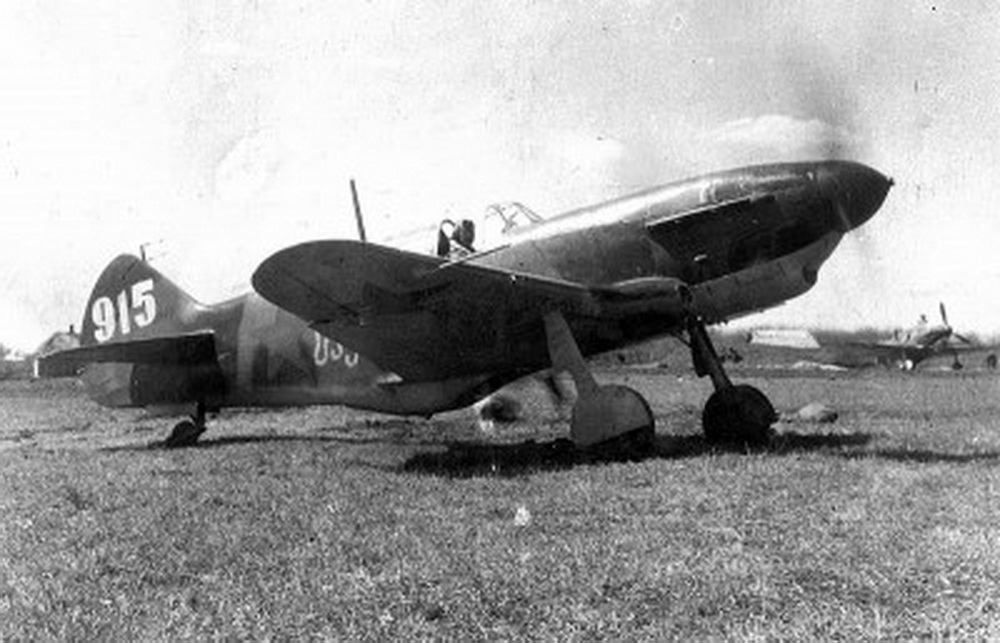
Самолёт ЛаГГ-3 полка, бортовой номер 915, с именной надписью: «Советская Грузия».

159-й гвардейский истребительный авиационный Новороссийский полк образован 14 апреля 1944 года путём  переименования 88-го истребительного авиационного Новороссийского полка в гвардейский за образцовое выполнение боевых задач и проявленные при этом мужество и героизм на основании Приказа НКО СССР.

## Переформирование полка
- 159-й гвардейский истребительный авиационный Новороссийский Краснознамённый, ордена Суворова полк осенью 2009 года в ходе реформы Вооружённых сил Российской Федерации в составе 6-й армии ВВС и ПВО переформирован в 6961-ю гвардейскую авиационную Новороссийскую Краснознамённую ордена Суворова базу.
- 6961-я гвардейская авиационная Новороссийская Краснознамённая, ордена Суворова база 1 декабря 2010 года в соответствии с формированием нового облика Вооружённых сил РФ переформирована в авиационную группу 7000-й авиационной базы[2][3][4][5]

## В действующей армии
В составе действующей армии:
- с 14 апреля 1944 года по 9 мая 1945 года

## Командиры полка
- майор, подполковник Маркелов Андрей Гаврилович[7], 16.05.1941 — 08.08.1943
- майор, подполковник Максименко Василий Иванович[7], 09.08.1943 — 31.12.1945

## В составе соединений и объединений
| Период        | Фронт (округ)               | армия                | дивизия (корпус)                             | примечание                                                                                |
| ------------- | --------------------------- | -------------------- | -------------------------------------------- | ----------------------------------------------------------------------------------------- |
| 14.04.1944 г. | Приморская армия            | 4-я воздушная армия  | 229-я истребительная авиационная дивизия     | 88 ианп переименован в 159 гвардейский ианп, ЛаГГ-3                                       |
| 18.04.1944 г. | 4-й Украинский фронт        | 4-я воздушная армия  | 229-я истребительная авиационная дивизия     | ЛаГГ-3                                                                                    |
| 21.04.1944 г. | 4-й Украинский фронт        | 4-я воздушная армия  | 229-я истребительная авиационная дивизия     | принял 12 лётчиков с самолётами ЛаГГ-3 от 790-го иап                                      |
| 13.05.1944 г. | 4-й Украинский фронт        | 4-я воздушная армия  | 229-я истребительная авиационная дивизия     | Сдал ЛаГГ-3                                                                               |
| 25.05.1944 г. | Московский военный округ    | ВВС округа           | 2-й запасной истребительный авиационный полк | Ла-5, ст. Сейма Горьковской области                                                       |
| 20.06.1944 г. | 2-й Белорусский фронт       | 4-я воздушная армия  | 229-я истребительная авиационная дивизия     | Ла-5                                                                                      |
| 09.05.1945 г. | 2-й Белорусский фронт       | 4-я воздушная армия  | 229-я истребительная авиационная дивизия     | Ла-5, Пазевальк, Германия. 85-й аэродром базирования за годы Великой Отечественной войны. |
| 29.05.1945 г. | Северная группа войск       | 4-я воздушная армия  | 229-я истребительная авиационная дивизия     | Ла-5                                                                                      |
| 20.02.1949 г. | Северная группа войск       | 37-я воздушная армия | 229-я истребительная авиационная дивизия     | Ла-7                                                                                      |
| 20.02.1949 г. | Северная группа войск       | 37-я воздушная армия | 229-я истребительная авиационная дивизия     | Ла-7                                                                                      |
| 01.02.1952 г. | Северная группа войск       | 37-я воздушная армия | 239-я истребительная авиационная дивизия     | Як-17, МиГ-15бис                                                                          |
| 10.07.1992 г. | Ленинградский военный округ | 76-я воздушная армия | 239-я истребительная авиационная дивизия     | Су-27                                                                                     |
| 01.07.1998 г. | ВВС                         | 6-я армия ВВС и ПВО  | 239-я истребительная авиационная дивизия     | Су-27                                                                                     |
| 09.2009 г.    | ВВС                         | 6-я армия ВВС и ПВО  | 54-й корпус ПВО                              | Су-27                                                                                     |

## Участие в сражениях и битвах
- Крымская наступательная операция — с 08 апреля 1944 года по 12 мая 1944 года.
- Белостокская операция — с 5 июля 1944 года по 27 июля 1944 года.
- Восточно-Прусская операция — с 13 января 1945 года по 25 апреля 1945 года.
- Млавско-Эльбингская операция — с 14 января 1945 года по 26 января 1945 года

## Почётные наименования до переформирования
88-му истребительному авиационному полку 16 сентября 1943 года за образцовое выполнение заданий командования в боях с немецкими захватчиками по освобождению города Новороссийск и проявленные при этом мужество и доблесть приказом ВГК присвоено почётное наименование «Новороссийский».

## Награды полка до переформирования
- Орден Красного знамени (10 июля 1944 года) — за образцовое выполнение заданий командования в боях при форсировании рек Проня и Днепр, прорыв сильно укреплённой обороны немцев, а также за овладение городами Могилёв, Шклов и Быхов и проявленные при этом доблесть и мужество[9].
- Орден Суворова III степени (5 апреля 1945 года) — за образцовое выполнение боевых заданий командования в боях с немецкими захватчиками при овладении городами Остероде, Дойтш-Айлау и проявленные при этом доблесть и мужество[10].

## Благодарности Верховного Главнокомандования

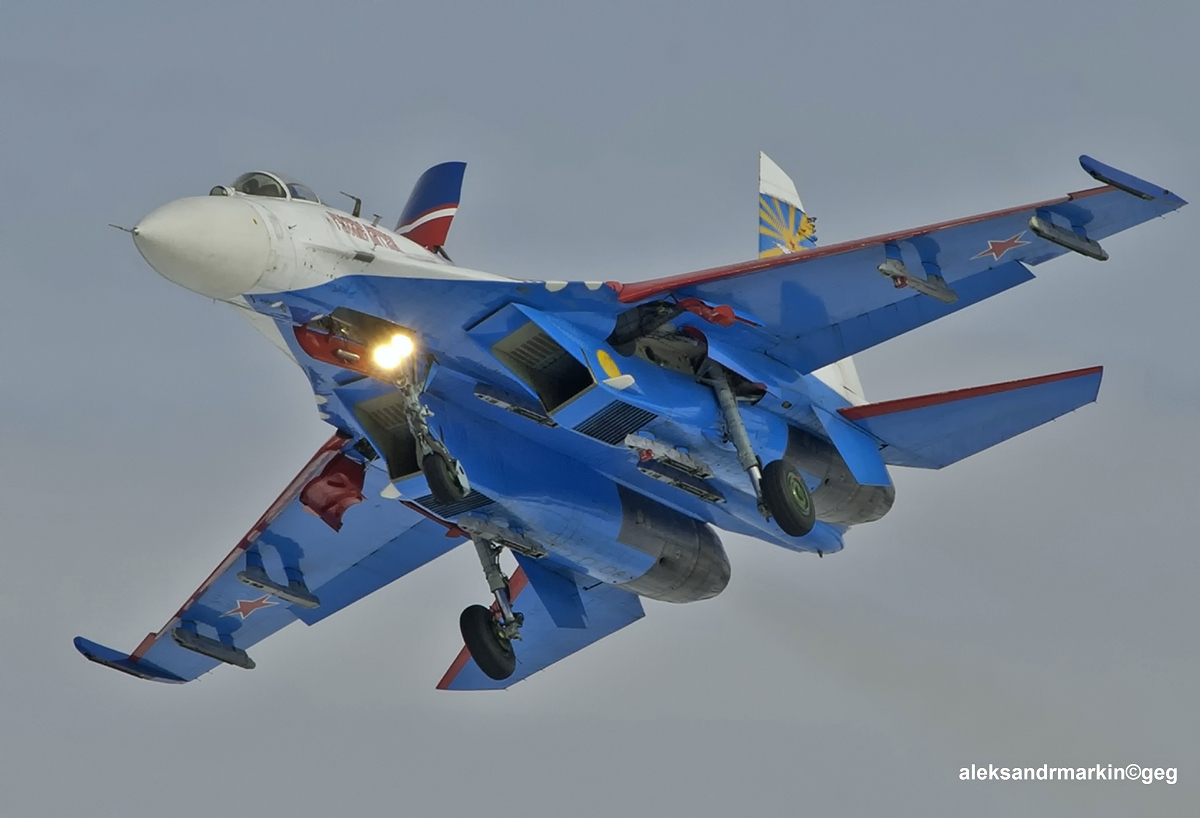
Су-27

Полку за проявленные образцы мужества и героизма Верховным Главнокомандующим в составе дивизии объявлены благодарности:
- За отличие в боях при овладении штурмом крепостью и важнейшей военно-морской базой на Чёрном море городом Севастополь[11].
- За отличие в боях при овладении штурмом овладели крупным областным центром Белоруссии городом Могилёв — оперативно важным узлом обороны немцев на минском направлении, а также овладении с боями городов Шклов и Быхов[12].
- За отличие в боях при овладении городом и крупным железнодорожным узлом Волковыск — важным опорным пунктом обороны немцев, прикрывающим пути на Белосток[13].
- За отличие в боях при овладении городом и крупным промышленным центром Белосток — важным железнодорожным узлом и мощным укрепленным районом обороны немцев, прикрывающим пути к Варшаве[14].
- За овладение штурмом городом и крепостью Осовец — мощным укрепленным районом обороны немцев на [c.212] реке Бобр, прикрывающим подступы к границам Восточной Пруссия[15].
- За отличие в боях при овладении городом и крепостью Ломжа — важным опорным пунктом обороны немцев на реке Нарев[16].
- За отличие в боях при овладении городом Пшасныш (Прасныш), городом и крепостью Модлин (Новогеоргиевск) — важными узлами коммуникаций и опорными пунктами обороны немцев, а также при занятии с боями более 1000 других населенных пунктов[17].
- За отличие в боях при овладении городами Млава и Дзялдов (Зольдау) — важными узлами коммуникаций и опорными пунктами обороны немцев на подступах к южной границе Восточной Пруссии и городом Плоньск — крупным узлом коммуникаций и опорным пунктом обороны немцев на правом берегу Вислы[18].
- За отличие в боях при овладении городом Алленштайн — важным узлом железных и шоссейных дорог я сильно укрепленным опорным пунктом немцев, прикрывающим с юга центральные районы Восточной Пруссии[19].
- За отличие в боях при овладении городом и крепостью Грудзёндз (Грауденц) — мощным узлом обороны немцев на нижнем течении реки Висла[20].
- За отличие в боях при овладении городами Гнев (Меве) и Старогард (Прейсиш Старгард) — важными опорными пунктами обороны немцев на подступах к Данцигу[21].
- За отличие в боях при овладении важными опорными пунктами обороны немцев на подступах к Данцигу и Гдыне — городами Тчев (Диршау), Вейхерово (Нойштадт) и выходе на побережье Данцигской бухты севернее Гдыни, занятии города Пуцк (Путциг)[22].
- За отличие в боях при овладении городом и крепостью Гданьск (Данциг) — важнейшим портом и первоклассной военно-морской базой немцев на Балтийском море[23].
- За отличие в боях при овладении главным городом Померании и крупным морским портом Штеттин, а также занятии городов Гартц, Пенкун, Казеков, Шведт[24].
- За отличие в боях при овладении городами Пренцлау и Ангермюнде — важными опорными пунктами обороны немцев в Западной Померании[25].
- За отличие в боях при овладении городами Эггезин, Торгелов, Пазевальк, Штрасбург, Темплин- важными опорными пунктами обороны немцев в Западной Померании[26].
- За отличие в боях при овладении городами Грайфсвальд, Трептов, Нойштрелитц, Фюрстенберг, Гранзее — важными узлами дорог в северо-западной части Померании и в Мекленбурге[27].
- За отличие в боях при овладении городами Штральзунд, Гриммен, Деммин, Мальхин, Варен, Везенберг — важными узлами дорог и сильными опорными пунктами обороны немцев[28].
- За отличие в боях при овладении городами Барт, Бад-Доберан, Нойбуков, Барин, Виттенберге и соединении 3 мая с союзными английскими войсками на линии Висмар, Виттенберге[29].
- За отличие в боях при овладении портом и военно-морской базой Свинемюнде — крупным портом и военно-морской базой немцев на Балтийском море[30].
- За отличие в боях при форсировании пролива Штральзундерфарвассер и овладении островом Рюген[31].

## Отличившиеся воины полка

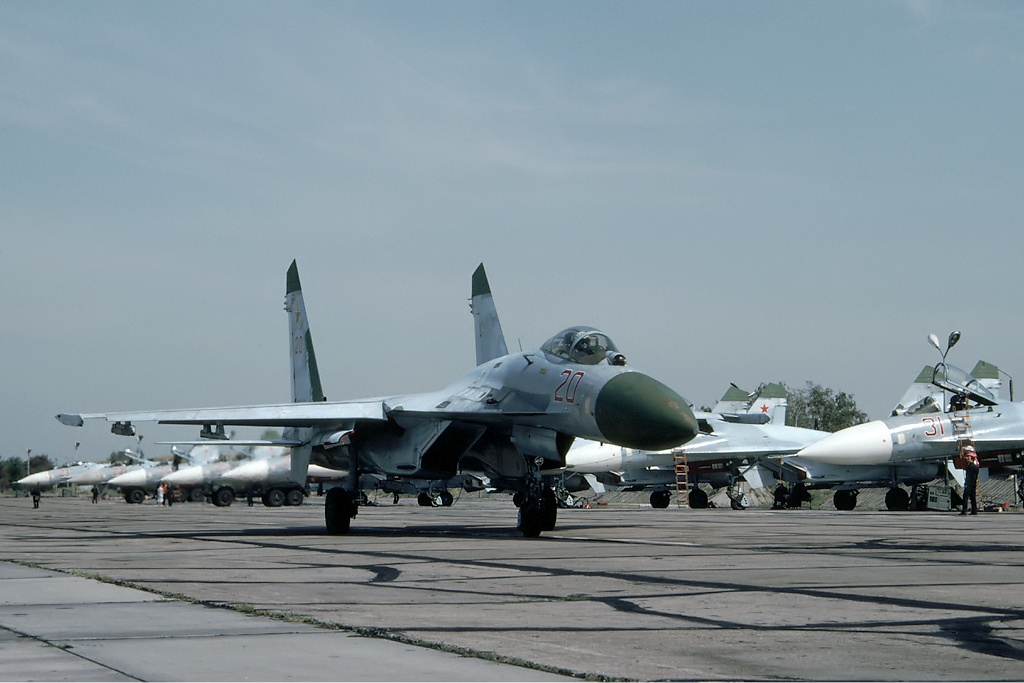
Самолет Су-27 полка на аэродроме Ключево (Польша). Июль, 1992 год.

- Максименко Василий Иванович, командир эскадрильи 88-го истребительного авиационного полка 216-й истребительной авиационной дивизии 4-й воздушной армии Закавказского фронта, старший лейтенант, 23 ноября 1942 года Указом Президиума Верховного Совета СССР удостоен звания Герой Советского Союза. Золотая Звезда № 741.
- Колесник Василий Артёмович, командир эскадрильи 88-го истребительного авиационного полка 216-й истребительной авиационной дивизии 4-й воздушной армии Северо-Кавказского фронта, капитан, Указом Президиума Верховного Совета СССР удостоен звания Герой Советского Союза. Золотая Звезда № 1150.
- Середа Пётр Сельверстович, капитан, командир эскадрильи 88-го истребительного авиационного полка 216-й истребительной авиационной дивизии 4-й воздушной армии удостоен звания Герой Советского Союза. Золотая Звезда № 821.
- Карданов Кубати Локманович, капитан, заместитель командира эскадрильи 88-го истребительного авиационного полка 229-й истребительной авиационной дивизии 4-й воздушной армии Указом Президиума Верховного Совета СССР 24 августа 1943 года удостоен звания Герой Советского Союза. Золотая Звезда № 1147.
- Князев Василий Александрович, старший лейтенант, командир эскадрильи 88-го истребительного авиационного полка 229-й истребительной авиационной дивизии 4-й воздушной армии Указом Президиума Верховного Совета СССР от 24 августа 1943 года удостоен звания Герой Советского Союза. Золотая Звезда № 1146.
- Постнов Алексей Алексеевич, старший лейтенант, командир эскадрильи 88-го истребительного авиационного полка 229-й истребительной авиационной дивизии 4-й воздушной армии Указом Президиума Верховного Совета СССР 24 августа 1943 года удостоен звания Герой Советского Союза. Золотая Звезда № 1153.
- Собин Василий Васильевич, лейтенант, командир эскадрильи 88-го истребительного авиационного полка 229-й истребительной авиационной дивизии 4-й воздушной армии Указом Президиума Верховного Совета СССР 19 августа 1944 года удостоен звания Герой Советского Союза. Посмертно.
- Лукин Афанасий Петрович, капитан, командир эскадрильи 159-го гвардейского истребительного авиационного полка 229-й истребительной авиационной дивизии 4-й воздушной армии Указом Президиума Верховного Совета СССР 26 октября 1944 года удостоен звания Герой Советского Союза. Золотая Звезда № 4484.
- Пылаев Евгений Алексеевич, капитан, помощник по воздушно-стрелковой службе командира 159-го гвардейского истребительного авиационного полка 229-й истребительной авиационной дивизии 4-й воздушной армии Указом Президиума Верховного Совета СССР 26 октября 1944 года удостоен звания Герой Советского Союза. Золотая Звезда № 4844.

## Статистика боевых действий
Всего за годы Великой Отечественной войны полком:
| Выполнено боевых вылетов | Сбито самолётов в воздухе | Уничтожено самолётов всего |
| ------------------------ | ------------------------- | -------------------------- |
| 18193                    | 268                       | 342                        |

Свои потери:
| Потеряно самолётов, всего | Погибло лётчиков всего | Погибло лётчиков в воздушных боях | Не вернулись с боевого задания/сбито ЗА | Погибло при налётах и прочие небоевые потери | Погибло в авиакатастрофах и умерло от ран |
| ------------------------- | ---------------------- | --------------------------------- | --------------------------------------- | -------------------------------------------- | ----------------------------------------- |
| 176                       | 74                     | 32                                | 21/11                                   | 1                                            | 9                                         |

## Базирование полка
| Период                  | Аэродром                                                                  |
| ----------------------- | ------------------------------------------------------------------------- |
| 14.04.1944              | г. Керчь, Крым. 88-й ианп переименован в 159-й гвардейский ианп.          |
| 12—15.04.1944           | г. Керчь, Крым                                                            |
| 15—28.04.1944           | аэродром Карагоз (ныне Первомайское), Крым                                |
| 28.04—13.05.1944        | с. Аиш, Крым                                                              |
| 14.05— 12.06.1944       | ст. Сейма (Володарск), Горьковская область. Переучивание полка на Ла-5.   |
| 13—21.06.1944           | д. Сычик (Тиньков), Могилёвская область, Белоруссия                       |
| 21—30.06.1944           | д. Сычик (Тиньков); д. Рудня, Могилёвская область, Белоруссия             |
| 30.06—05.07.1944        | д. Лубнище, Могилёвская область, Белоруссия                               |
| 05—14.07.1944           | д. Большая Ганута, Минская область, Белоруссия                            |
| 14—17.07.1944           | п. Мир, Гродненская область, Белоруссия                                   |
| 17—30.07.1944           | c. Чэрлона (ныне Черлёна), Гродненская область, Белоруссия                |
| 30.07—20.08.1944        | п. Новы-Двур, Польша                                                      |
| 20.08—24.09.1944        | д. Староволя (Starowola (województwo podlaskie)), Польша                  |
| 24.09—23.12.1944        | д. Зарембы Бендуги (Zaręby-Bindugi), Польша                               |
| 23.12.1944—03.02.1945   | д. Гродзиск, Польша                                                       |
| 03—14.02.1945           | д. Гросс-Шиманен (ныне Szymany (powiat szczycieński)), Польша             |
| 14—18.02.1945           | д. Гросс-Козлау (ныне Kozłowo (powiat nidzicki)), Польша                  |
| 18—25.02.1945           | д. Гросс-Козлау (ныне Kozłowo); д. Гольдфельд (ныне Trzeciewiec), Польша  |
| 25.02—04.03.1945        | д. Гросс-Козлау (ныне Kozłowo); д. Гольдфельд; д. Фоссвинкель, Польша     |
| 04—23.03.1945           | д. Фоссвинкель (ныне Lisie Kąty (województwo kujawsko-pomorskie)), Польша |
| 23.03—09.04.1945        | г. Грауденц (ныне г. Грудзёндз), Польша                                   |
| 09—30.04.1945           | д. Макфитц (ныне Makowice (województwo zachodniopomorskie)), Польша       |
| 30.04.1945 — 20.08.1945 | г. Пазевальк, Германия                                                    |
| 20.08.1945 — 14.05.1948 | Мальборк, Польша                                                          |
| 14.5.1948 — 02.1952     | Бжег, Польша                                                              |
| 02.1952 — 01.01.1961    | Ключево, Польша                                                           |
| 01.01.1961 — 01.09.1961 | Колобжег, Польша                                                          |
| 01.09.1961 — 15.08.1964 | Жагань, Польша                                                            |
| 15.08.1964 — 10.07.1992 | Ключево, Польша                                                           |
| с 10.07.1992 — 2009     | Бесовец, Россия                                                           |

## Самолёты на вооружении
| Период             | Самолёты        |
| ------------------ | --------------- |
| 1940 — 1942        | И-16            |
| 1943 — 1944        | ЛаГГ-3          |
| 1944 — 1945        | Ла-5            |
| 1945 — 1951        | Ла-7            |
| 01.01.1951-1951    | Як-17           |
| 25.01.1951-01.1956 | МиГ-15 бис      |
| 25.01.1954-1963    | МиГ-17          |
| 01.1956-1964       | МиГ-17 Ф, П, ПФ |
| 14.08.1956-1962    | Як-25М          |
| 10.1961-1965       | МиГ-21Ф, Ф13    |
| 1964—1970          | МиГ-21ПФ, ПФМ   |
| 1967—1970          | МиГ-21Р         |
| 1970—1988          | МиГ-21СМ        |
| 1978—1988          | МиГ-21СМТ       |
| 1982—1988          | МиГ-21БИС       |
| 01.07.1987         | Су-27           |